# 斯特羅伯里 (內華達州)
斯特羅伯里（英語：Strawberry）是位於美國內華達州白松縣的鬼鎮。

## 歷史
斯特羅伯里的郵局於1899年設立，其後於1938年停運。

## 地理
斯特羅伯里所處的海拔為高於海平面1814米（即5950英呎），而該地所採用的時區為UTC-8，即太平洋时区（PST）。同時該地設有夏令時間，為UTC-8調快一小時，即UTC-7（PDT）。